# 4529 Webern
4529 Webern este un asteroid din centura principală, descoperit pe 1 martie 1984 de Edward Bowell.